# Richard David Precht
Richard David Precht, né le 8 décembre 1964 à Solingen, est un écrivain allemand connu pour ses livres de vulgarisation scientifique portant essentiellement sur la philosophie.

## Biographie
Richard David Precht est le fils de Hans-Jürgen Precht, né le 30 avril 1933 à Hanovre. Sa mère est née le 1er août 1938 à Neuhof bei Berlin. Il a grandi dans une famille bourgeoise peu conventionnelle de cinq enfants, dont deux d'origine vietnamienne, adoptés en 1969 et 1972, en signe d'opposition à la Guerre du Viêt Nam. Son père, un ancien designer industriel, s'occupait de littérature ainsi que de l'organisation et de l'entretien d'une grande bibliothèque privée. Sa mère, femme au foyer, était très engagée au sein de l'association  Terre des hommes. Les enfants ont grandi dans un milieu intellectuel proche de la gauche.
Precht obtint son Abitur (baccalauréat allemand) au Gymnasium Schwertstraße de Solingen, puis accomplit son service civil comme diacre, en 1985. Il entama ensuite des études de philosophie, de philologie germanique et d'histoire de l'art à l'Université de Cologne et obtint un doctorat ès lettres (allemandes) en 1994. De 1991 à 1995, il fut assistant scientifique de recherche en science cognitive. Aujourd'hui, Precht tient des conférences à des universités et congrès scientifiques. Durant le semestre d'hiver 2008/09, il tint une série de conférences autour des grands thèmes de la philosophie à l'Université du Luxembourg. Depuis mai 2011, il est professeur honoraire à l'université Leuphana de Lüneburg, où il enseigne la philosophie. Il est également professeur honoraire à l'École supérieure de Musique Hanns Eisler de Berlin, où il enseigne la philosophie et l'esthétique.
En 1997, Precht fut Arthur F. Burns Fellow au Chicago Tribune, et en 1999 il obtint une bourse de la Fondation Heinz Kühn. En 2000/01, il devint Fellow au  Collège européen de journalisme de Berlin. En 2001, il obtint le prix de journalisme pour la recherche biomédicale.
En tant qu'essayiste, il écrit pour des journaux et magazines allemands. De 2002 à 2004, il fut chroniqueur pour Literaturen, un magazine littéraire allemand, et de 2005 à 2008, il fut présentateur indépendant de l'émission Tageszeichen du WDR (Westdeutscher Rundfunk).
Precht a été marié à Caroline Mart, présentatrice et rédactrice en chef adjointe luxembourgeoise de RTL Télé Lëtzebuerg.

## Publications
- Noahs Erbe. Vom Recht der Tiere und den Grenzen des Menschen Rowohlt, Reinbek bei Hamburg 2000,  (ISBN 3-499-60872-3).
- Die Kosmonauten Roman. Kiepenheuer & Witsch, Munich 2003,  (ISBN 978-3-462-03216-1).
- Baader braun. In: Iris Radisch (Hrsg.): Die Besten 2004. Klagenfurter Texte. Die 28. Tage der deutschsprachigen Literatur in Klagenfurt. Piper, * München/Zürich 2004,  (ISBN 3-492-04648-7). (Beitrag zum Ingeborg-Bachmann-Wettbewerb 2004, online).
- Wer bin ich – und wenn ja, wie viele? Eine philosophische Reise Goldmann, Munich 2007,  (ISBN 978-3-442-31143-9).
- avec Georg Jonathan Precht: Die Instrumente des Herrn Jørgensen Roman. Goldmann, Munich 2009,  (ISBN 978-3-442-47115-7).
- Liebe: Ein unordentliches Gefühl Goldmann, München 2010,  (ISBN 978-3-442-15554-5).
- Die Kunst, kein Egoist zu sein. Warum wir gerne gut sein wollen und was uns davon abhält Goldmann, Munich 2010,  (ISBN 978-3-442-31218-4).
- Lenin kam nur bis Lüdenscheid. Meine kleine deutsche Revolution Erweiterte Auflage. Ullstein, Berlin 2011,  (ISBN 978-3-548-37323-2).
- Warum gibt es alles und nicht nichts?. Ein Ausflug in die Philosophie Goldmann, Munich 2011,  (ISBN 978-3-442-31238-2).
- Anna, die Schule und der liebe Gott. Der Verrat des Bildungssystems an unseren Kindern, Goldmann, Munich 2013,  (ISBN 978-3-442-31261-0).
- Erkenne die Welt - Eine Geschichte der Philosophie; tome I (sur 3 prévus): Antike und Mittelalter; Munich (Goldmann), 2015; 576 pages.  (ISBN 978-3-442-31262-7)

### Ouvrages disponibles en français
- Qui suis-je et, si je suis, combien ? : Voyage en philosophie [« Wer bin ich - und wenn ja wie viele?: Eine philosophische Reise »]  (trad. de l'allemand), Paris, Belfond, 2010, 380 p. (ISBN 978-2-7144-4552-0); Pocket, 2012  (ISBN 978-2266208703)
- Amour : Déconstruction d'un sentiment [« Liebe. Ein unordentliches Gefühl »]  (trad. de l'allemand), Paris, Belfond, 2011, 401 p. (ISBN 978-2-7144-4616-9)
- L'art de ne pas être un égoïste : Pour une éthique responsable [« Die Kunst, kein Egoist zu sein. Warum wir gerne gut sein wollen und was uns davon abhält »]  (trad. de l'allemand), Paris, Belfond, 2012, 474 p. (ISBN 978-2-7144-5115-6); Pocket, 2013  (ISBN 978-2266232371)
- Pourquoi j'existe ? : Et autres leçons de philosophie pour les enfants curieux [« Warum gibt es alles und nicht nichts?. Ein Ausflug in die Philosophie »]  (trad. de l'allemand), Paris, Belfond, 2014, 160 p. (ISBN 978-2-7144-5432-4)

### Thèse
La thèse de Precht, en 1994, intitulée Die gleitende Logik der Seele. Ästhetische Selbstreflexivität in Robert Musils "Der Mann ohne Eigenschaften" , est une analyse phénoménologique mettant l'accent sur les structures, élément central dans l'ouvrage de Musil.

### Fiction
En 1999, Precht et son frère Georg Jonathan ont écrit ensemble le roman policier Das Schiff im Moor. L'action se déroule en 1985 dans l'île danoise de Lilleö (en réalité Ærø).